# Aphilopota patulata
Aphilopota patulata là một loài bướm đêm trong họ Geometridae.